# Солотчинское шоссе
Солотчинское шоссе — улица в Рязани. Проходит от улицы Кальной до улицы Почтовой в посёлке Солотча. Пересекает по развязке Северную окружную дорогу, далее проходит по дамбе на северо-восток, пересекает по мосту реку Оку, далее поворачивает на север до развязки с поворотом на Шумашь и дорогой на Спасск-Рязанский. После развязки проходит по дамбе до светофорного перекрестка с дорогами на Варские и Поляны, поворачивает на северо-запад, проходит мимо развлекательного комплекса «В некотором царстве», биатлонной трассы «Алмаз» и коттеджного посёлка «Снегири». У поворота на село Агро-Пустынь направо отходит объезд Солотчи. Далее шоссе идет через Солотчинский парк мимо детских летних лагерей и района Давыдово до улицы Почтовой.

## Примечательные здания
Большая часть Солотчинского шоссе проходит по незастроенной территории между Рязанью и Солотчей, при этом формально дорога — часть города. Здания, относящиеся к Солотчинскому шоссе, располагаются только в начале улицы.
- Дом № 2 — 14-этажное жилое здание с магазинами и офисами на первом и втором этажах. В здании располагаются супермаркет «Зодиак», МФЦ, управление Росреестра.
- Дом № 11 — торговый центр «Круиз».

## Транспорт
Городской транспорт представлен автобусами 13 и 22 маршрута.
Также по шоссе проходят пригородные автобусные маршруты Солотчинского и Спасского направлений.